# Collegio di Hartlepool
Hartlepool è un collegio elettorale situato nella contea di Durham, nel Nord Est dell'Inghilterra, e rappresentato alla Camera dei comuni del Parlamento del Regno Unito. Elegge un membro del parlamento con il sistema first-past-the-post, ossia maggioritario a turno unico; l'attuale parlamentare è Jonathan Brash del Partito Laburista che rappresenta il collegio dal 2024.

## Estensione
- 1974-1983: il County Borough di Hartlepool.
- dal 1983: il borgo di Hartlepool.

## Membri del parlamento
| Elezione | Elezione        | Deputato       | Partito      |
| -------- | --------------- | -------------- | ------------ |
|          | Feb 1974        | Ted Leadbitter | Laburista    |
| 1992     | Peter Mandelson |                | Laburista    |
| 2004 (S) | Iain Wright     |                | Laburista    |
| 2015     | Mike Hill       |                | Laburista    |
|          | Mike Hill       | Set 2019       | Indipendente |
|          | Mike Hill       | Ott 2019       | Laburista    |
|          | 2021 (S)        | Jill Mortimer  | Conservatore |
|          | 2024            | Jonathan Brash | Laburista    |

## Elezioni

### Elezioni negli anni 2020
| Partito                    | Partito                                           | Candidato                  | Risultati 4 luglio 2024 | Risultati 4 luglio 2024 |
| Partito                    | Partito                                           | Candidato                  | Voti                    | %                       |
| -------------------------- | ------------------------------------------------- | -------------------------- | ----------------------- | ----------------------- |
|                            | Laburista                                         | Jonathan Brash             | 16 414                  | 46,22                   |
|                            | Reform UK                                         | Amanda Napper              | 8 716                   | 24,54                   |
|                            | Conservatore                                      | Jill Mortimer              | 7 767                   | 21,87                   |
|                            | Indipendente                                      | Sam Lee                    | 895                     | 2,52                    |
|                            | Verdi                                             | Jeremy Spyby-Steanson      | 834                     | 2,35                    |
|                            | Lib Dem                                           | Peter Maughan              | 572                     | 1,61                    |
|                            | Workers                                           | Thomas Dudley              | 248                     | 0,70                    |
|                            | Heritage                                          | Vivienne Neville           | 65                      | 0,18                    |
|                            |                                                   |                            |                         |                         |
| Iscritti                   | Iscritti                                          | Iscritti                   | 71 437                  | 100,00                  |
| ↳ Votanti (% su iscritti)  | ↳ Votanti (% su iscritti)                         | ↳ Votanti (% su iscritti)  | 35 511                  | 49,71                   |
| ↳ Astenuti (% su iscritti) | ↳ Astenuti (% su iscritti)                        | ↳ Astenuti (% su iscritti) | 35 926                  | 50,29                   |
|                            |                                                   |                            |                         |                         |
|                            | Esito: collegio passa da Conservatore a Laburista |                            |                         |                         |

| Partito                    | Partito                                           | Candidato                   | Risultati 6 maggio 2021 | Risultati 6 maggio 2021 |
| Partito                    | Partito                                           | Candidato                   | Voti                    | %                       |
| -------------------------- | ------------------------------------------------- | --------------------------- | ----------------------- | ----------------------- |
|                            | Conservatore                                      | Jill Mortimer               | 15 529                  | 51,88                   |
|                            | Laburista                                         | Paul Williams               | 8 589                   | 28,69                   |
|                            | Indipendente                                      | Sam Lee                     | 2 904                   | 9,70                    |
|                            | Heritage                                          | Claire Martin               | 468                     | 1,56                    |
|                            | Reform UK                                         | John Prescott               | 368                     | 1,23                    |
|                            | Verdi                                             | Rachel Featherstone         | 358                     | 1,20                    |
|                            | Lib Dem                                           | Andrew Hagon                | 349                     | 1,17                    |
|                            | Indipendente                                      | Thelma Walker               | 250                     | 0,84                    |
|                            | —                                                 | Chris Killick               | 248                     | 0,83                    |
|                            | North East                                        | Hilton Dawson               | 163                     | 0,54                    |
|                            | Indipendente                                      | W. Ralph Ward-Jackson       | 157                     | 0,52                    |
|                            | Women's Equality                                  | Gemma Evans                 | 140                     | 0,47                    |
|                            | Indipendente                                      | Adam Gaines                 | 126                     | 0,42                    |
|                            | SDP                                               | David Bettney               | 108                     | 0,36                    |
|                            | Monster Raving Loony                              | The Incredible Flying Brick | 104                     | 0,35                    |
|                            | Freedom Alliance                                  | Steve Jack                  | 72                      | 0,24                    |
|                            |                                                   |                             |                         |                         |
| Iscritti                   | Iscritti                                          | Iscritti                    | 70 100                  | 100,00                  |
| ↳ Votanti (% su iscritti)  | ↳ Votanti (% su iscritti)                         | ↳ Votanti (% su iscritti)   | 29 933                  | 42,70                   |
| ↳ Astenuti (% su iscritti) | ↳ Astenuti (% su iscritti)                        | ↳ Astenuti (% su iscritti)  | 40 167                  | 57,30                   |
|                            |                                                   |                             |                         |                         |
|                            | Esito: collegio passa da Laburista a Conservatore |                             |                         |                         |

### Elezioni negli anni 2010
| Partito                    | Partito                                | Candidato                  | Risultati 12 dicembre 2019 | Risultati 12 dicembre 2019 |
| Partito                    | Partito                                | Candidato                  | Voti                       | %                          |
| -------------------------- | -------------------------------------- | -------------------------- | -------------------------- | -------------------------- |
|                            | Laburista                              | Mike Hill                  | 15 464                     | 37,68                      |
|                            | Conservatore                           | Stefan Houghton            | 11 869                     | 28,92                      |
|                            | Brexit                                 | Richard Tice               | 10 603                     | 25,84                      |
|                            | Lib Dem                                | Andrew Hagon               | 1 696                      | 4,13                       |
|                            | Indipendente                           | Joe Bousfield              | 911                        | 2,22                       |
|                            | Laburista Socialista                   | Kevin Cranney              | 494                        | 1,20                       |
|                            |                                        |                            |                            |                            |
| Iscritti                   | Iscritti                               | Iscritti                   | 70 855                     | 100,00                     |
| ↳ Votanti (% su iscritti)  | ↳ Votanti (% su iscritti)              | ↳ Votanti (% su iscritti)  | 41 037                     | 57,92                      |
| ↳ Astenuti (% su iscritti) | ↳ Astenuti (% su iscritti)             | ↳ Astenuti (% su iscritti) | 29 818                     | 42,08                      |
|                            |                                        |                            |                            |                            |
|                            | Esito: collegio confermato a Laburista |                            |                            |                            |

| Partito                    | Partito                                | Candidato                  | Risultati 8 giugno 2017 | Risultati 8 giugno 2017 |
| Partito                    | Partito                                | Candidato                  | Voti                    | %                       |
| -------------------------- | -------------------------------------- | -------------------------- | ----------------------- | ----------------------- |
|                            | Laburista                              | Mike Hill                  | 21 969                  | 52,51                   |
|                            | Conservatore                           | Carl Jackson               | 14 319                  | 34,23                   |
|                            | UKIP                                   | Phillip Broughton          | 4 801                   | 11,48                   |
|                            | Lib Dem                                | Andrew Hagon               | 746                     | 1,78                    |
|                            |                                        |                            |                         |                         |
| Iscritti                   | Iscritti                               | Iscritti                   | 70 667                  | 100,00                  |
| ↳ Votanti (% su iscritti)  | ↳ Votanti (% su iscritti)              | ↳ Votanti (% su iscritti)  | 41 835                  | 59,20                   |
| ↳ Astenuti (% su iscritti) | ↳ Astenuti (% su iscritti)             | ↳ Astenuti (% su iscritti) | 28 832                  | 40,80                   |
|                            |                                        |                            |                         |                         |
|                            | Esito: collegio confermato a Laburista |                            |                         |                         |

| Partito                    | Partito                                | Candidato                  | Risultati 7 maggio 2015 | Risultati 7 maggio 2015 |
| Partito                    | Partito                                | Candidato                  | Voti                    | %                       |
| -------------------------- | -------------------------------------- | -------------------------- | ----------------------- | ----------------------- |
|                            | Laburista                              | Iain Wright                | 14 076                  | 35,64                   |
|                            | UKIP                                   | Phillip Broughton          | 11 052                  | 27,99                   |
|                            | Conservatore                           | Richard Royal              | 8 256                   | 20,91                   |
|                            | Indipendente                           | Stephen Picton             | 2 954                   | 7,48                    |
|                            | Verdi                                  | Michael Holt               | 1 341                   | 3,40                    |
|                            | Save Hartlepool Hospital               | Sandra Allison             | 849                     | 2,15                    |
|                            | Lib Dem                                | Hilary Allen               | 761                     | 1,93                    |
|                            | Indipendente                           | John Hobbs                 | 201                     | 0,51                    |
|                            |                                        |                            |                         |                         |
| Iscritti                   | Iscritti                               | Iscritti                   | 69 524                  | 100,00                  |
| ↳ Votanti (% su iscritti)  | ↳ Votanti (% su iscritti)              | ↳ Votanti (% su iscritti)  | 39 490                  | 56,80                   |
| ↳ Astenuti (% su iscritti) | ↳ Astenuti (% su iscritti)             | ↳ Astenuti (% su iscritti) | 30 034                  | 43,20                   |
|                            |                                        |                            |                         |                         |
|                            | Esito: collegio confermato a Laburista |                            |                         |                         |

| Partito                    | Partito                                | Candidato                  | Risultati 6 maggio 2010 | Risultati 6 maggio 2010 |
| Partito                    | Partito                                | Candidato                  | Voti                    | %                       |
| -------------------------- | -------------------------------------- | -------------------------- | ----------------------- | ----------------------- |
|                            | Laburista                              | Iain Wright                | 16 267                  | 42,54                   |
|                            | Conservatore                           | Alan Wright                | 10 758                  | 28,13                   |
|                            | Lib Dem                                | Reg Clark                  | 6 533                   | 17,08                   |
|                            | UKIP                                   | Stephen Allison            | 2 682                   | 7,01                    |
|                            | BNP                                    | Ronnie Bage                | 2 002                   | 5,24                    |
|                            |                                        |                            |                         |                         |
| Iscritti                   | Iscritti                               | Iscritti                   | 68 904                  | 100,00                  |
| ↳ Votanti (% su iscritti)  | ↳ Votanti (% su iscritti)              | ↳ Votanti (% su iscritti)  | 38 242                  | 55,50                   |
| ↳ Astenuti (% su iscritti) | ↳ Astenuti (% su iscritti)             | ↳ Astenuti (% su iscritti) | 30 662                  | 44,50                   |
|                            |                                        |                            |                         |                         |
|                            | Esito: collegio confermato a Laburista |                            |                         |                         |

### Elezioni negli anni 2000
| Partito                    | Partito                                | Candidato                  | Risultati 5 maggio 2005 | Risultati 5 maggio 2005 |
| Partito                    | Partito                                | Candidato                  | Voti                    | %                       |
| -------------------------- | -------------------------------------- | -------------------------- | ----------------------- | ----------------------- |
|                            | Laburista                              | Iain Wright                | 18 251                  | 51,50                   |
|                            | Lib Dem                                | Jody Dunn                  | 10 773                  | 30,40                   |
|                            | Conservatore                           | Amanda Vigar               | 4 058                   | 11,45                   |
|                            | UKIP                                   | George Springer            | 1 256                   | 3,54                    |
|                            | Laburista Socialista                   | Frank Harrison             | 373                     | 1,05                    |
|                            | Verdi                                  | Iris Ryder                 | 288                     | 0,81                    |
|                            | Indipendente                           | John Hobbs                 | 275                     | 0,78                    |
|                            | Monster Raving Loony                   | Jedediah Headbanger        | 162                     | 0,46                    |
|                            |                                        |                            |                         |                         |
| Iscritti                   | Iscritti                               | Iscritti                   | 68 807                  | 100,00                  |
| ↳ Votanti (% su iscritti)  | ↳ Votanti (% su iscritti)              | ↳ Votanti (% su iscritti)  | 35 436                  | 51,50                   |
| ↳ Astenuti (% su iscritti) | ↳ Astenuti (% su iscritti)             | ↳ Astenuti (% su iscritti) | 33 371                  | 48,50                   |
|                            |                                        |                            |                         |                         |
|                            | Esito: collegio confermato a Laburista |                            |                         |                         |

| Partito                    | Partito                                | Candidato                  | Risultati 30 settembre 2004 | Risultati 30 settembre 2004 |
| Partito                    | Partito                                | Candidato                  | Voti                        | %                           |
| -------------------------- | -------------------------------------- | -------------------------- | --------------------------- | --------------------------- |
|                            | Laburista                              | Iain Wright                | 12 752                      | 40,66                       |
|                            | Lib Dem                                | Jody Dunn                  | 10 719                      | 34,18                       |
|                            | UKIP                                   | Stephen Allison            | 3 193                       | 10,18                       |
|                            | Conservatore                           | Jeremy Middleton           | 3 044                       | 9,71                        |
|                            | Respect                                | John Bloom                 | 572                         | 1,82                        |
|                            | Verdi                                  | Iris Ryder                 | 255                         | 0,81                        |
|                            | Fronte Nazionale                       | Jim Starkey                | 246                         | 0,78                        |
|                            | Altri                                  | Vari                       | 581                         | 1,85                        |
|                            |                                        |                            |                             |                             |
| Iscritti                   | Iscritti                               | Iscritti                   | 68 520                      | 100,00                      |
| ↳ Votanti (% su iscritti)  | ↳ Votanti (% su iscritti)              | ↳ Votanti (% su iscritti)  | 31 362                      | 45,77                       |
| ↳ Astenuti (% su iscritti) | ↳ Astenuti (% su iscritti)             | ↳ Astenuti (% su iscritti) | 37 158                      | 54,23                       |
|                            |                                        |                            |                             |                             |
|                            | Esito: collegio confermato a Laburista |                            |                             |                             |

| Partito                    | Partito                                | Candidato                  | Risultati 7 giugno 2001 | Risultati 7 giugno 2001 |
| Partito                    | Partito                                | Candidato                  | Voti                    | %                       |
| -------------------------- | -------------------------------------- | -------------------------- | ----------------------- | ----------------------- |
|                            | Laburista                              | Peter Mandelson            | 22 506                  | 59,15                   |
|                            | Conservatore                           | Augustine Robinson         | 7 935                   | 20,85                   |
|                            | Lib Dem                                | Nigel Boddy                | 5 717                   | 15,02                   |
|                            | Laburista Socialista                   | Arthur Scargill            | 912                     | 2,40                    |
|                            | Indipendente                           | Ian Cameron                | 557                     | 1,46                    |
|                            | Indipendente                           | John Booth                 | 424                     | 1,11                    |
|                            |                                        |                            |                         |                         |
| Iscritti                   | Iscritti                               | Iscritti                   | 68 191                  | 100,00                  |
| ↳ Votanti (% su iscritti)  | ↳ Votanti (% su iscritti)              | ↳ Votanti (% su iscritti)  | 38 051                  | 55,80                   |
| ↳ Astenuti (% su iscritti) | ↳ Astenuti (% su iscritti)             | ↳ Astenuti (% su iscritti) | 30 140                  | 44,20                   |
|                            |                                        |                            |                         |                         |
|                            | Esito: collegio confermato a Laburista |                            |                         |                         |

## Risultati dei referendum

### Referendum sulla permanenza del Regno Unito nell'Unione europea del 2016
|             | Collegio   | Lasciare UE % | Rimanere in UE % |
| ----------- | ---------- | ------------- | ---------------- |
|             | Hartlepool | 69,6%         | 30,4%            |
| Inghilterra | 53,3%      | 46,7%         |                  |
| Regno Unito | 51,9%      | 48,1%         |                  |